# Adam Jakobsen
Adam  Emil Skaanning Jakobsen (født 7. april 1999) er en dansk fodboldspiller, der spiller for svenske IF Brommapojkarna. I transfervinduet sommeren 2020 blev han udlejet til Kolding if 
Hans foretrukne position er som angriber. Sommeren 2021 blev han udlejet til den slovenske klub NK Celje i Prva Ligaen.

## Klubkarriere
Adam skiftede fra BK Frem til Vejle Boldklub den 2. juni 2018 forud for 2018-19-sæsonen. Han skrev under på en treårig kontrakt gældende frem til sommeren 2021.